# Zeki Ökten
Zeki Ökten (4 d'agost de 1941 - 19 de desembre de 2009) va ser un director de cinema turc.

## Biografia
Va néixer el 4 d'agost de 1941 a Istanbul. Zeki Ökten estava interessat en el teatre durant la seva educació a l'Haydarpaşa Lisesi. Va entrar a la seva carrera cinematogràfica el 1961 com a ajudant de direcció de Nişan Hançer dirigint Acı Zeytin. Zeki Ökten va dirigir la seva primera pel·lícula Ölüm Pazarı dos anys més tard, el 1963. No obstant això, va tornar a ocupar el càrrec d'assistent de direcció perquè l'èxit esperat no va arribar. Aleshores va treballar nou anys com a assistent de directors de renom com Ömer Lütfi Akad, Halit Refiğ, Memduh Ün i Atıf Yılmaz.
Amb les seves pel·lícules Kadın Yapar el 1972 i amb Bir Demet Menekşe el 1973, escrites per Selim İleri, va obtenir reconeixement. Va ser homenatjat al Festival Internacional de Cinema d'Antalya l'any 1977 per la direcció de la pel·lícula Kapıcılar Kralı.
El veritable èxit va arribar amb les pel·lícules Sürü (1978) i Düşman (1979), ambdues escrites per Yılmaz Güney. Düşman va guanyar una menció d'honor al 30è Festival Internacional de Cinema de Berlín l'any 1980 La pel·lícula Sürü rebuda nou premis internacionals més, després dels honors als festivals del Locarno 1979 i a Anvers el 1980. Zeki Ökten va rebre el seu segon premi Golden Orange el 1983 per dirigir la pel·lícula Faize Hucum. La seva pel·lícula de 1984 Pehlivan va guanyar una Menció Honorífica al 35è Festival Internacional de Cinema de Berlín. Els temes de les seves pel·lícules eren problemes socials que apareixen en comèdia.
Zeki Ökten va morir el 19 de desembre de 2009, després d'una cirurgia cardíaca per la qual va ser ingressat el dia abans a l'Hospital Americà d'Istanbul. Fou sebollit després d'una cerimònia funerària religiosa celebrada a la mesquita Teşvikiye. Zeki Ökten fou succeït per la seva esposa Güler Ökten, una coneguda actriu turca.

## Filmografia
- Ölüm Pazari (1963)
- Vurgun (1973)
- Ağri Dağinin Gazabi (1973)
- Bir Demet Menekse (1973)
- Hasret (1974)
- Boş Ver Arkadaş (1974)
- Askerin Dönüşü (1974)
- Şaşkın Damat (1975)
- Kaynanalar (1975)
- Hanzo (1975)
- Kapıcılar Kralı (1976)
- Sevgili Dayım (1977)
- Çöpçüler Kralı (1977)
- Düşman (1979)
- Almanya, Acı Vatan (1979)
- Sürü (1979)
- Faize Hücum (1982)
- Derman (1983)
- Pehlivan (1984)
- Firar (1984)
- Kurbağalar (1985)
- Ses (1986)
- Kan (1986)
- Davacı (1986)
- Düttürü Dünya (1988)
- "Saygilar Bizden" (1992) Sèrie de televisió
- Aşk Üzerine Söylenmemiş Herşey (1996)
- Güle Güle (2000)
- Gülüm (2003)
- Çinliler Geliyor (2006)